# Koglo
Koglo – wieś w Słowenii, w gminie Šmarješke Toplice. W 2018 roku liczyła 41 mieszkańców.